# Кубок валлійської ліги з футболу 2019—2020
Кубок валлійської ліги 2019–2020 — 28-й розіграш Кубка валлійської ліги. Титул вдруге здобув Коннаг'с Куей Номандс.

## Календар
| Раунд        | Дата                       | Матчі | Клуби   |
| ------------ | -------------------------- | ----- | ------- |
| Перший раунд | 2 серпня - 4 вересня 2019  | 14    | 46 → 32 |
| 1/16 фіналу  | 9 серпня - 24 вересня 2019 | 16    | 32 → 16 |
| 1/8 фіналу   | 24 вересня - 8 жовтня 2019 | 8     | 16 → 8  |
| 1/4 фіналу   | 29 жовтня 2019             | 4     | 8 → 4   |
| 1/2 фіналу   | 23 листопада 2019          | 2     | 4 → 2   |
| Фінал        | 1 лютого 2020              | 1     | 2 → 1   |

## Перший раунд
| Команда 1             | Рахунок      | Команда 2            |
| --------------------- | ------------ | -------------------- |
| 2 серпня 2019         |              |                      |
| Брітон Феррі (2)      | 3:1          | Таффс Велл (2)       |
| 3 серпня 2019         |              |                      |
| Баклі Таун (2)        | 0:2          | Ріл (2)              |
| Гвілсфілд (2)         | 3:0          | Рутін Таун (2)       |
| Престатін Таун (2)    | 4:2          | Лланрхаідр (2)       |
| Лланфаїр Юнайтед (2)  | 3:1          | Ллангефні Таун (2)   |
| Беррію (2)            | 0:2          | Корвен (2)           |
| Аван Лідо (2)         | 0:1          | Кумбран Селтік (2)   |
| Понтипрідд Таун (2)   | 2:3          | СТМ Спортс (2)       |
| Анді Атлетік (2)      | 2:2 пен. 4:5 | Кумамман Юнайтед (2) |
| Свонсі Юніверсіті (2) | 0:1          | Ллантвіт Майор (2)   |
| Гойтр Юнайтед (2)     | 3:0          | Каерау (Елай) (2)    |
| Амманфорд (2)         | 2:1          | Пенринкоч (2)        |
| 4 серпня 2019         |              |                      |
| Гресфорд Атлетік (2)  | 1:0          | Колвін Бей (2)       |
| 4 вересня 2019        |              |                      |
| Конві Боро (2)        | 0:1          | Бангор Сіті (2)      |

## Другий раунд
| Команда 1                     | Рахунок      | Команда 2                       |
| ----------------------------- | ------------ | ------------------------------- |
| 9 серпня 2019                 |              |                                 |
| Бала Таун                     | 7:0          | Гресфорд Атлетік (2)            |
| Пенібонт                      | 4:1          | Гойтр Юнайтед (2)               |
| 10 серпня 2019                |              |                                 |
| Корвен (2)                    | 0:2          | Карнарвон Таун                  |
| Гвілсфілд (2)                 | 1:0          | Лландидно (2)                   |
| Ріл (2)                       | 0:2          | Коннаг'с Куей Номандс           |
| Ейрбас                        | 4:0          | Лланфаїр Юнайтед (2)            |
| Кевн Друїдс                   | 1:2          | Престатін Таун (2)              |
| Флінт Таун Юнайтед (2)        | 5:1          | Портмадог (2)                   |
| Кембріан-енд-Клайдеч-Вейл (2) | 3:4          | Аберіствіт Таун                 |
| Гейверфордвест Каунті (2)     | 1:1 пен. 5:4 | Баррі Таун                      |
| Ньютаун                       | 2:0          | Амманфорд (2)                   |
| Кармартен Таун                | 4:1          | Кумамман Юнайтед (2)            |
| Ллантвіт Майор (2)            | 1:2          | Кардіфф Метрополітен Юніверсіті |
| Брітон Феррі (2)              | 1:1 пен. 5:4 | Лланеллі (2)                    |
| СТМ Спортс (2)                | 4:0          | Кумбран Селтік (2)              |
| 24 вересня 2019               |              |                                 |
| Бангор Сіті (2)               | 1:1 пен. 4:2 | Нью-Сейнтс                      |

## 1/8 фіналу
| Команда 1                       | Рахунок      | Команда 2                 |
| ------------------------------- | ------------ | ------------------------- |
| 24 вересня 2019                 |              |                           |
| Брітон Феррі (2)                | 0:2          | Кармартен Таун            |
| Карнарвон Таун                  | 1:4          | Престатін Таун (2)        |
| Кардіфф Метрополітен Юніверсіті | 0:1          | Аберіствіт Таун           |
| Флінт Таун Юнайтед (2)          | 2:1          | Ейрбас                    |
| Ньютаун                         | 2:1          | Пенібонт                  |
| 25 вересня 2019                 |              |                           |
| Гвілсфілд (2)                   | 1:1 пен. 3:5 | Коннаг'с Куей Номандс     |
| 1 жовтня 2019                   |              |                           |
| СТМ Спортс (2)                  | 1:1 пен. 7:6 | Гейверфордвест Каунті (2) |
| 8 жовтня 2019                   |              |                           |
| Бала Таун                       | 1:1 пен. 7:6 | Бангор Сіті               |

## 1/4 фіналу
| Команда 1             | Рахунок      | Команда 2              |
| --------------------- | ------------ | ---------------------- |
| 29 жовтня 2019        |              |                        |
| Престатін Таун (2)    | 1:2          | Бала Таун              |
| Кармартен Таун        | 0:3          | Аберіствіт Таун        |
| Коннаг'с Куей Номандс | 4:1          | Флінт Таун Юнайтед (2) |
| Ньютаун               | 2:2 пен. 3:4 | СТМ Спортс (2)         |

## 1/2 фіналу
| Команда 1             | Рахунок | Команда 2       |
| --------------------- | ------- | --------------- |
| 23 листопада 2019     |         |                 |
| СТМ Спортс (2)        | 2:1     | Аберіствіт Таун |
| Коннаг'с Куей Номандс | 2:0     | Бала Таун       |

## Фінал
| 1 лютого 2020 19:15 (EEST) |

| Коннаг'с Куей Номандс    | 3:0      | СТМ Спортс (2) |
| ------------------------ | -------- | -------------- |
| Вайлд 30', 41' Інсол 47' | Протокол |                |

| Латам Парк, Ньютаун Глядачів: 667 Арбітр: Брим Маркхам-Джонс |